# Championnat d'Afrique masculin de volley-ball des moins de 19 ans 2013
Navigation
Édition précédente Édition suivante
Le 12e Championnat d'Afrique de volley-ball masculin des moins de 19 ans se déroule du 22 au 25 janvier 2013 à Sétif, Algérie. Il met aux prises quatre équipes africaines de moins de 19 ans.

## Organisation
Les trois équipes présentes se rencontrent toutes dans une poule unique au format round-robin. Chaque équipe joue une fois contre les deux autres. Le classement final est déterminé en fonction des résultats obtenus.

## Équipes présentes
- Algérie
- Égypte
- Rwanda
- Tunisie

## Compétition
| # | Équipe  | Pts | J | G | P | Sp | Sc | Ratio | Pp  | Pc  | Ratio |
| - | ------- | --- | - | - | - | -- | -- | ----- | --- | --- | ----- |
| 1 | Égypte  | 6   | 3 | 3 | 0 | 9  | 1  | 9     | 246 | 185 | 1.33  |
| 2 | Tunisie | 5   | 3 | 2 | 1 | 6  | 1  | 6     | 222 | 212 | 1.047 |
| 3 | Rwanda  | 4   | 3 | 1 | 2 | 3  | 7  | 0.429 | 208 | 238 | 0.874 |
| 4 | Algérie | 3   | 3 | 0 | 3 | 3  | 9  | 0.333 | 243 | 294 | 0.827 |

| Date     | Match             | Résultat | Sets  | Sets  | Sets  | Sets  | Sets | Total Points |
| Date     | Match             | Résultat | 1     | 2     | 3     | 4     | 5    | Total Points |
| -------- | ----------------- | -------- | ----- | ----- | ----- | ----- | ---- | ------------ |
| 22.01.13 | Égypte - Tunisie  | 3 - 0    | 25-14 | 25-17 | 25-20 | -     | -    | 75-51        |
| 22.01.13 | Rwanda - Algérie  | 3 - 1    | 25-16 | 25-20 | 19-25 | 26-24 | -    | 95-85        |
| 24.01.13 | Tunisie - Rwanda  | 3 - 0    | 25-16 | 28-26 | 25-16 | -     | -    | 78-58        |
| 24.01.13 | Égypte - Algérie  | 3 - 1    | 21-25 | 25-22 | 25-20 | 25-12 | -    | 96-79        |
| 25.01.13 | Égypte - Rwanda   | 3 - 0    | 25-20 | 25-13 | 25-22 | -     | -    | 75-55        |
| 25.01.13 | Tunisie - Algérie | 3 - 1    | 18-25 | 25-20 | 25-21 | 25-23 | -    | 93-79        |

## Classement final
| Place              | Équipe  |
| ------------------ | ------- |
| Médaille d'or      | Égypte  |
| Médaille d'argent  | Tunisie |
| Médaille de bronze | Rwanda  |
| 4                  | Algérie |

## Distinctions individuelles
- MVP :  Larbi Hedroug
- Meilleur attaquant :  Hany Mohamed
- Meilleur central :  Mahdi Ktata
- Meilleur serveur :  Nadavisasve
- Meilleur défenseur :  Mohamed Ramdan
- Meilleur passeur :  Yacine Oufriche